# Trionymus angustifrons
Trionymus angustifrons är en insektsart som beskrevs av Hall 1926. Trionymus angustifrons ingår i släktet Trionymus och familjen ullsköldlöss. Inga underarter finns listade i Catalogue of Life.